# بابلین (ویرجینیای غربی)
بابلین (به انگلیسی: Bablin) یک منطقهٔ مسکونی در ایالات متحده آمریکا است که در شهرستان لویس، ویرجینیای غربی واقع شده‌است. بابلین ۳۰۱٫۱۵ متر بالاتر از سطح دریا واقع شده‌است.